# Antonio Donnarumma
Antonio Donnarumma (* 7. Juli 1990 in Castellammare di Stabia) ist ein italienischer Fußballtorwart. Er ist der ältere Bruder von Gianluigi Donnarumma.

## Karriere
Donnarumma begann das Fußballspielen in der Jugend von SS Juve Stabia, ehe er 2010 in die Jugend der AC Mailand wechselte.
Als Donnarumma im Jahr 2010 aus der Jugend in die Profimannschaft berufen wurde, entschied man sich ihn zu verleihen. Seine erste Leihstation war Piacenza Calcio 1919. Hier konnte er sich jedoch nicht durchsetzen. Er bestritt insgesamt zwei Ligaspiele, ein Relegationsspiel sowie ein Pokal-Spiel. Im Folgenden Jahr wurde er an die AS Gubbio ausgeliehen, wo er sich dann zum ersten Mal im Herrenbereich auf Dauer beweisen konnte.
Nach seiner Rückkehr zu Milan und der aussichtslosen Lage, vor Marco Amelia und Vizekapitän Christian Abbiati einen Stammplatz zu bekommen, wechselte er im Sommer 2012 zum CFC Genua. Doch auch in Genua kam Donnarumma nur zu einem Einsatz am letzten Spieltag der Saison 2012/13 beim 0:0 gegen Bologna. In der Folgesaison saß er nur noch auf der Bank und fiel von Februar bis März mit einer Schulterverletzung aus. Daraufhin ließ er sich zum FC Bari 1908 verleihen. Dort spielte er bis zum 25. Spieltag in der Stammformation. Danach musste er jedoch erneut auf der Bank Platz nehmen und war am letzten Spieltag gar nicht mehr im Kader.
Nach seiner Rückkehr zu Genua war er die ersten beiden Spieltage nicht im Kader, ehe er komplett suspendiert wurde. Nach der Winterpause durfte Donnarumma wieder mit der Mannschaft trainieren, er kam jedoch zu keinem weiteren Einsatz.
Zur Saison 2016/17 wechselte er kurz vor Ende des Transferfensters nach Griechenland zum Erstligisten Asteras Tripolis. Sein Debüt gab er am 30. Oktober 2016 beim 1:0-Sieg gegen APO Levadiakos.
2017 kehrte Donnarumma zur AC Mailand zurück, wo er als Ersatzmann für seinen jüngeren Bruder Gianluigi diente. Er kam dreimal für Milan zum Einsatz, einmal in der Europa League sowie zweimal in der Coppa Italia. Sein bis 30. Juni 2021 datierter Vertrag wurde nicht verlängert, nachdem sein Bruder die Mailänder in Richtung Paris Saint-Germain verließ. Im August 2021 schloss er sich dem italienischen Drittligisten Calcio Padova an.
Im Sommer 2024 wechselte er als Ersatztorwart zum FC Turin. Ohne Einsatz verließ Donnarumma den Verein im Sommer 2025 und schloss sich der US Salernitana an, die gerade in die Serie C abgestiegen war.

## Erfolge
- Coppa Italia der Primavera: 2009/10